# モムチルグラト
座標: 北緯41度32分 東経25度25分 / 北緯41.533度 東経25.417度

モムチルグラト
Момчилградモムチルグラト ブルガリア内のモムチルグラトの位置

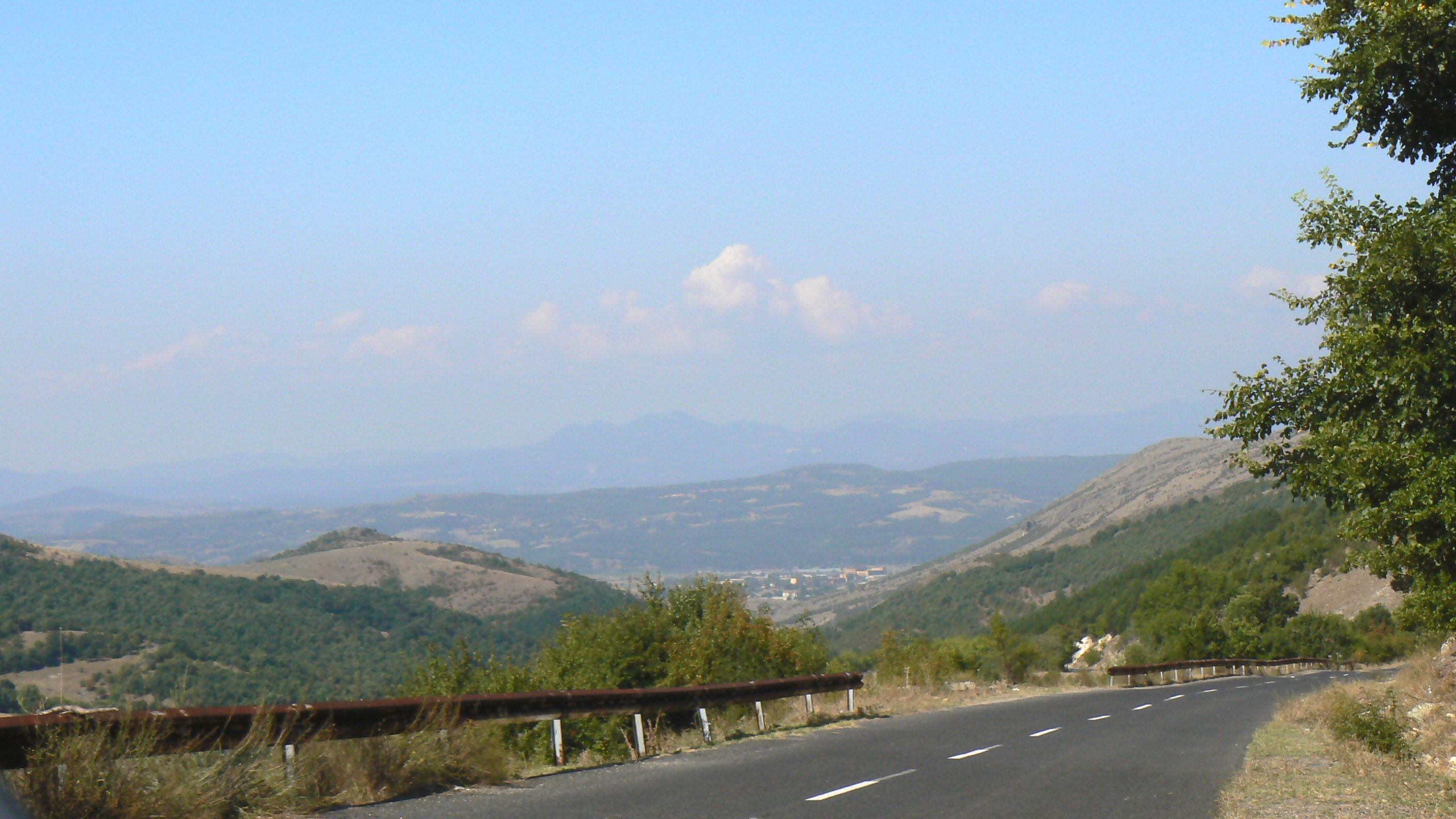
山の景色

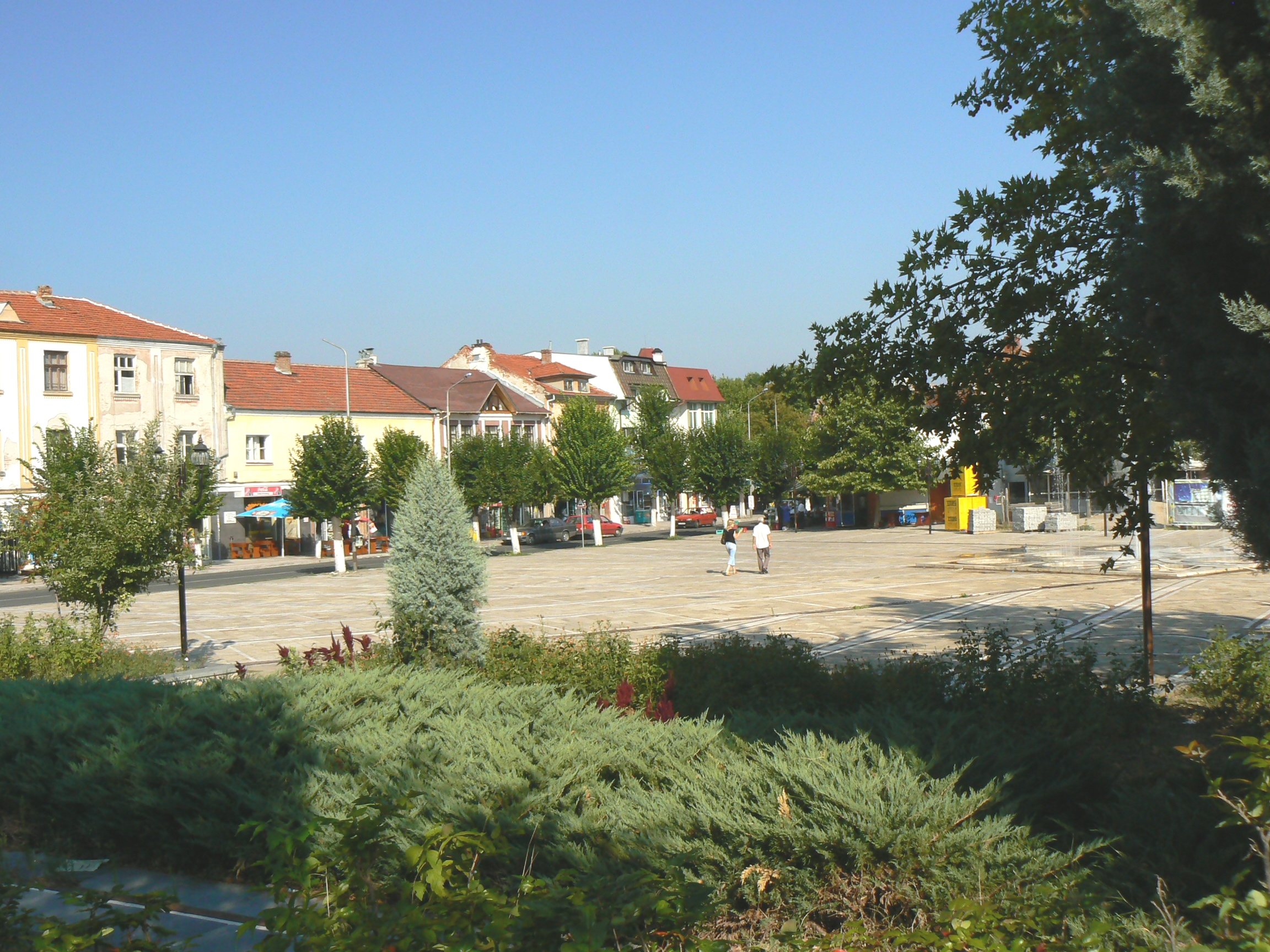
町の中

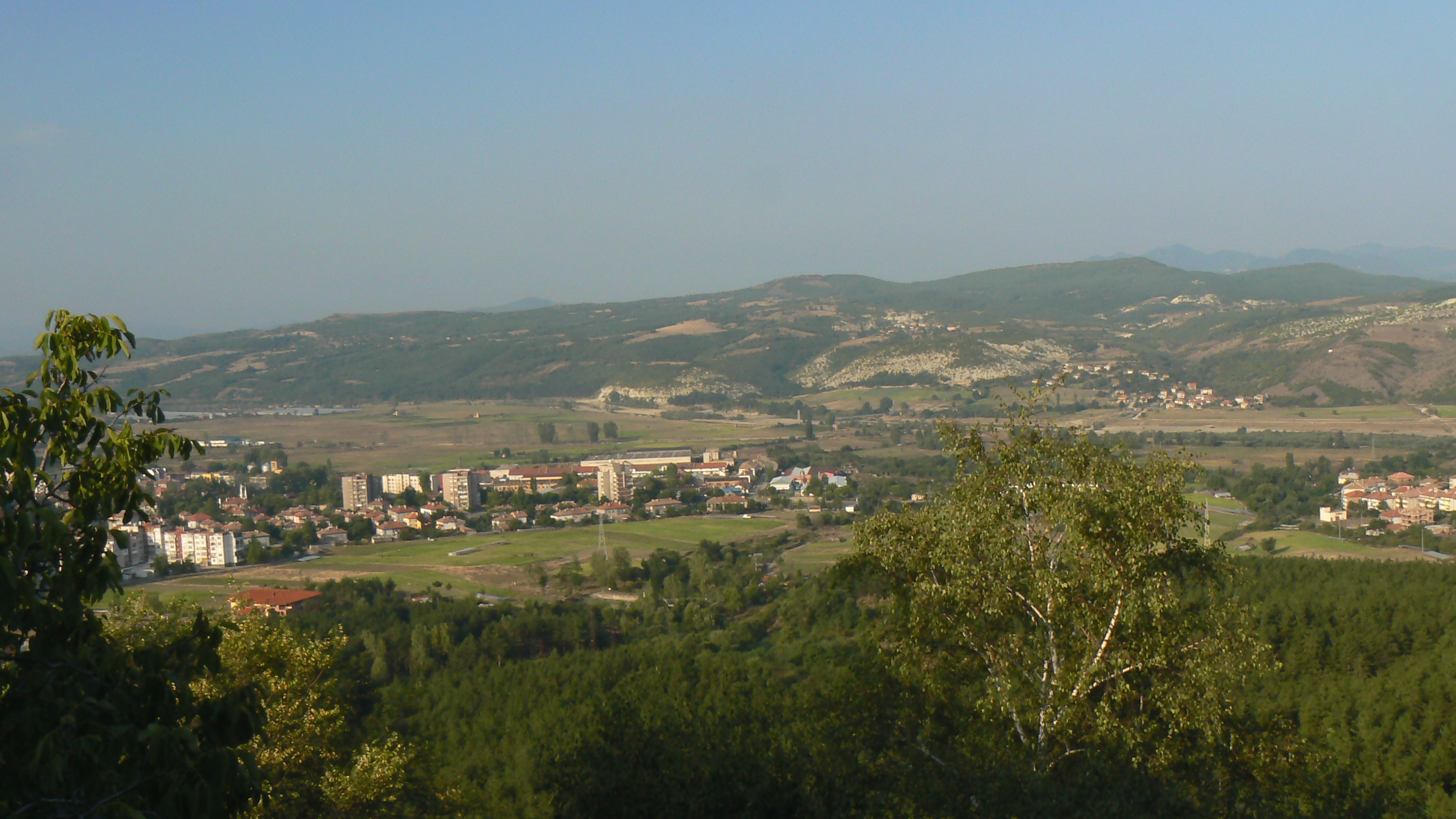
遠景

モムチルグラト（ブルガリア語: Момчѝлград / Momchilgrad、トルコ語: Momçilgrad オスマン帝国時代および現地のトルコ人はメスタンル:Mestanlı）はブルガリア南東部の町、およびそれを中心とした基礎自治体。クルジャリ州に属する。
モムチルグラトは、クルジャリ州で2番目に大きな都市である。モムチルグラトはロドピ山脈の南東に広がり、ヴルビツァ（Върбица / Varbitsa）川に沿って位置している。ヴルビツァ川はマリツァ川の支流アルダ川（Арда / Arda）の支流である。
この地域は、エレノヴォト・ストパンストヴォ自然保護区（Еленовото стопанство / Elenovoto Stopanstvo）が広がっている。

## 歴史
モムチルグラトは1934年まではトルコ語の呼称メスタンル（Mestanlı）、あるいはブルガリア語化されたメスタンリ（Местанли / Mestanli）で呼ばれていた。1937年に町に昇格した。
モムチルグラトの直近には、タトゥル（Татул / Tatul）と呼ばれる村があり、スヴェティリシュト（Светилищо / Svetilishto）と呼ばれる遺跡がある。オルペウスの墓であると伝えられている。この場所には、ボリス1世の聖堂が建てられている。

## 経済
町の周辺では、主としてタバコ、コショウの生産、畜産業（羊、ウシ）などが行われている。町の産業地帯では、木材加工、金属加工、繊維産業などが行われている。

## 町村
モムチルグラト基礎自治体（Община Момчилград）には、その中心であるモムチルグラトをはじめ、以下の町村（集落）が存在している。
- Ауста
- Багрянка
- Балабаново
- Биволяне
- Врело
- Върхари
- Горско Дюлево
- Груево
- Гургулица
- Девинци
- Джелепско
- Друмче
- Загорско
- Звездел
- Каменец
- Карамфил
- Конче
- Кос
- Кременец
- Лале
- Летовник
- Манчево
- Момина сълза
- Момчилград
- Нановица

- Неофит Бозвелиево
- Обичник
- Пазарци
- Пиявец
- Плешинци
- Постник
- Прогрес
- Птичар
- Равен
- Ралица
- Садовица
- Свобода
- Седефче
- Седлари
- Сенце
- Синделци
- Соколино
- Сярци
- Татул
- Чайка
- Чобанка
- Чомаково
- Чуково
- Юнаци